# District de Baýramaly
Le district de Baýramaly est un district du Turkménistan situé dans la province de Mary. 
Le centre administratif du district est la ville de Baýramaly.

## Source
- (en) Cet article est partiellement ou en totalité issu de l’article de Wikipédia en anglais intitulé « Baýramaly District » (voir la liste des auteurs).